# Flughafen Haʻapai

i7
i11
i13
Der Flughafen Haʻapai (englisch Pilolevu Airport, IATA-Code: HPA, ICAO-Code: NFTL) ist der Flughafen der Inselgruppe Haʻapai im Königreich Tonga. Er befindet sich etwa drei Kilometer nördlich des Divisionshauptorts Pangai.
Die asphaltierte, unbefeuerte Start- und Landebahn verläuft in nordwestlich-südöstlicher Richtung und weist eine Länge von 1200 Metern auf. Sie wird etwa 450 Meter östlich ihres westlichen Endes von der Inselhauptstraße gequert, bei startenden oder landenden Flugzeugen wird die Piste durch Schranken gesichert. Der Flughafen ist montags bis samstags geöffnet und darf ausschließlich bei Tageslicht für zuvor genehmigte Flüge genutzt werden.
Südlich der Landebahn befindet sich ein kleines Abfertigungsgebäude.  Weitere Einrichtungen sind nicht vorhanden.
Der Flughafen wird durch Real Tonga Airlines mit dem Flughafen Lupepauʻu  auf Vavaʻu und dem Flughafen Fuaʻamotu auf Tongatapu verbunden (Stand Februar 2020).

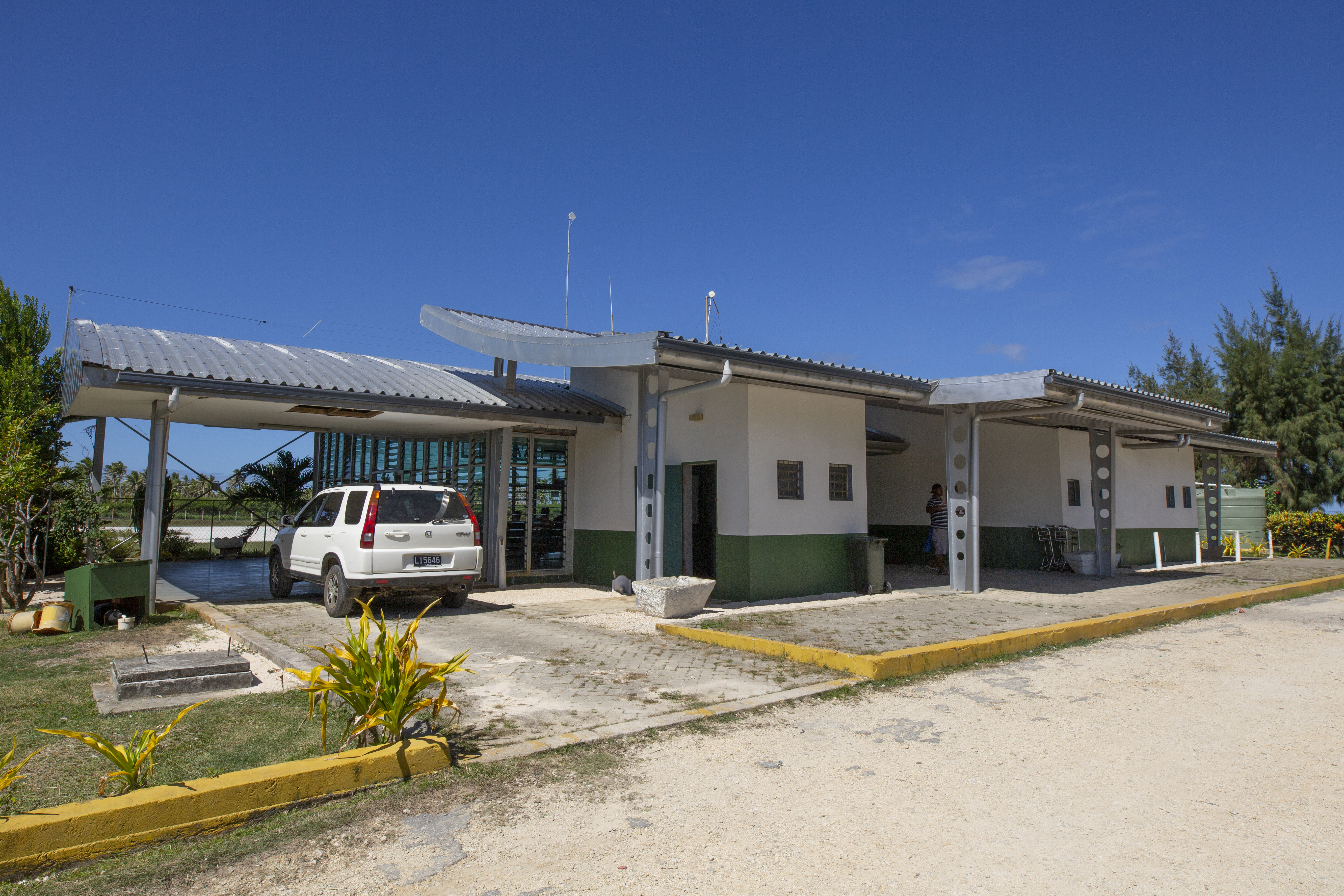
Terminal von der Straße aus gesehen
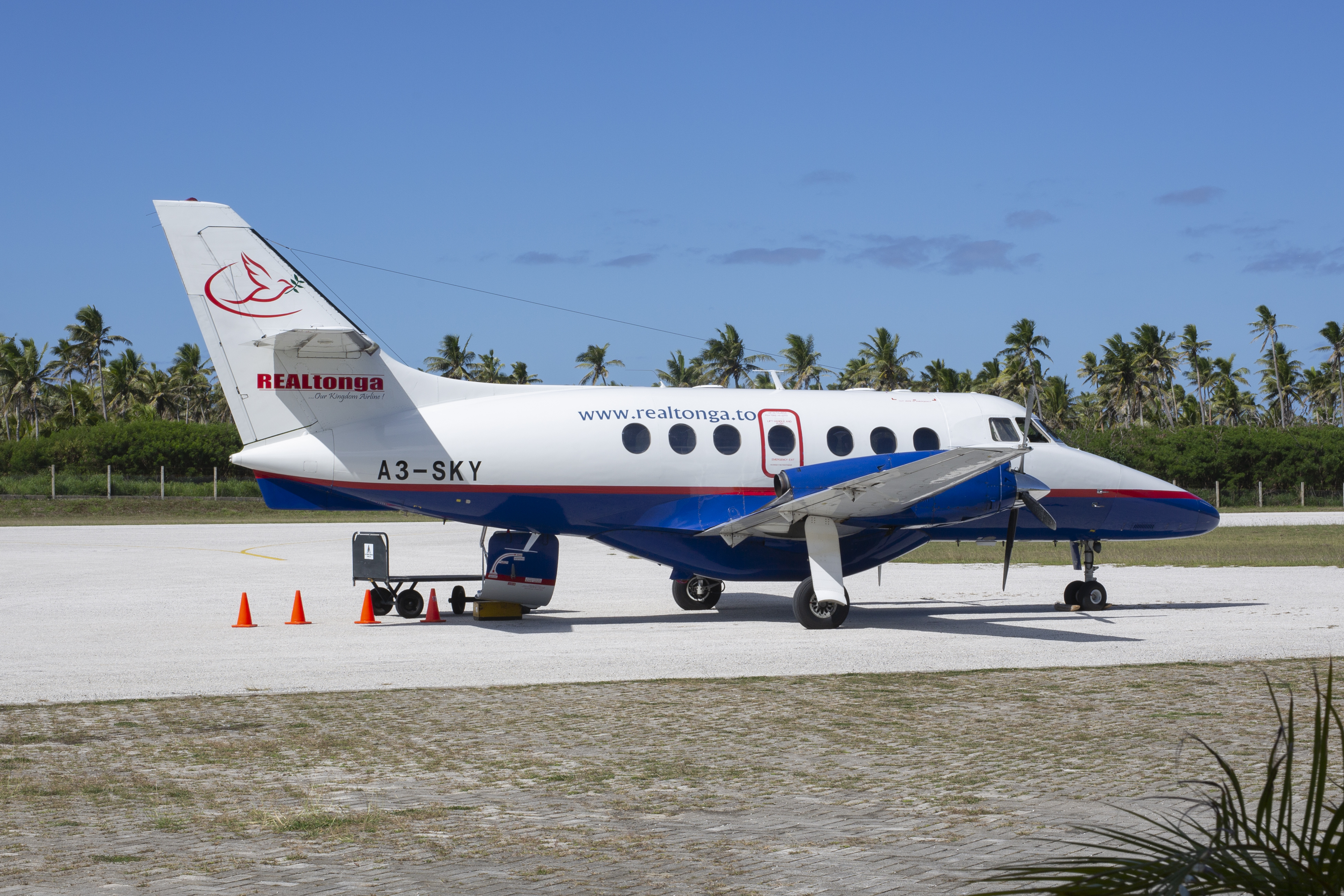
Flugzeug der Real Tonga Airlines am Flughafen